# Kurt Ard
Kurt Ard (* 1925 in Kopenhagen) ist ein dänischer Illustrator, Maler und Grafiker. Er wurde international bekannt durch eine große Anzahl von Titelbildern für Zeitschriften der 1950er-, 1960er- und 1970er-Jahre, u. a. für die skandinavischen Zeitschriften Allers und Familie Journalen sowie für die deutsche Hörzu.
Kurt Ard folgte 1950 seiner emigrierten Familie nach Kalifornien, USA, und begann danach in New York seine Karriere bei verschiedenen kleineren Zeitschriften und Magazinen. Ard arbeitete in der gleichen realistischen Malertradition wie sein Vorbild, der amerikanische Illustrator Norman Rockwell (1894–1978). 1953 kehrte Ard in seine Heimat, Dänemark, zurück, und vier Jahre später gelang ihm der Durchbruch mit Titelillustrationen für unter anderen die Hörzu.
Kurt Ard ist Autodidakt und hatte einen einfacheren Stil als Rockwell, aber auch er gewann große Anerkennung bei seinem Publikum für sein handwerkliches Können und seine oft volkstümlichen und humoristischen Titelillustrationen. Sowohl Rockwells als auch Ards verführerische Alltagsmotive wurden jedoch als Kitsch und sentimentale Idylle kritisiert.
Sein Werk „Cowboy Asleep in Beauty Salon“ aus dem Jahr 1960/61 wurde am 21. April 2023 für ca. 126.000 US-Dollar über die Auktionswebsite Christie’s verkauft.
Kurt Ard arbeitete u. a. für skandinavische Wochenzeitschriften sowie für die amerikanische Saturday Evening Post, Reader’s Digest und McCall’s. Für die Hörzu hat er an die 260 Titelbilder entworfen.
Kurt Ard ist Mitglied der Danske populærautorer und hat u. a. Text und Melodie des Liedes Mon Cœur verfasst, das in Dänemarks Melodi Grand Prix 1966 (Vorentscheidung für den Eurovision Song Contest) auf den zweiten Platz kam. Seit 1972 lebt er in Spanien.

## Belege
1. ↑  KURT ARD (b. 1925): Cowboy Asleep in Beauty Salon.

| Personendaten    | Personendaten                             |
| ---------------- | ----------------------------------------- |
| NAME             | Ard, Kurt                                 |
| KURZBESCHREIBUNG | dänischer Illustrator, Maler und Grafiker |
| GEBURTSDATUM     | 1925                                      |
| GEBURTSORT       | Kopenhagen                                |